# Aistė Pilvelytė

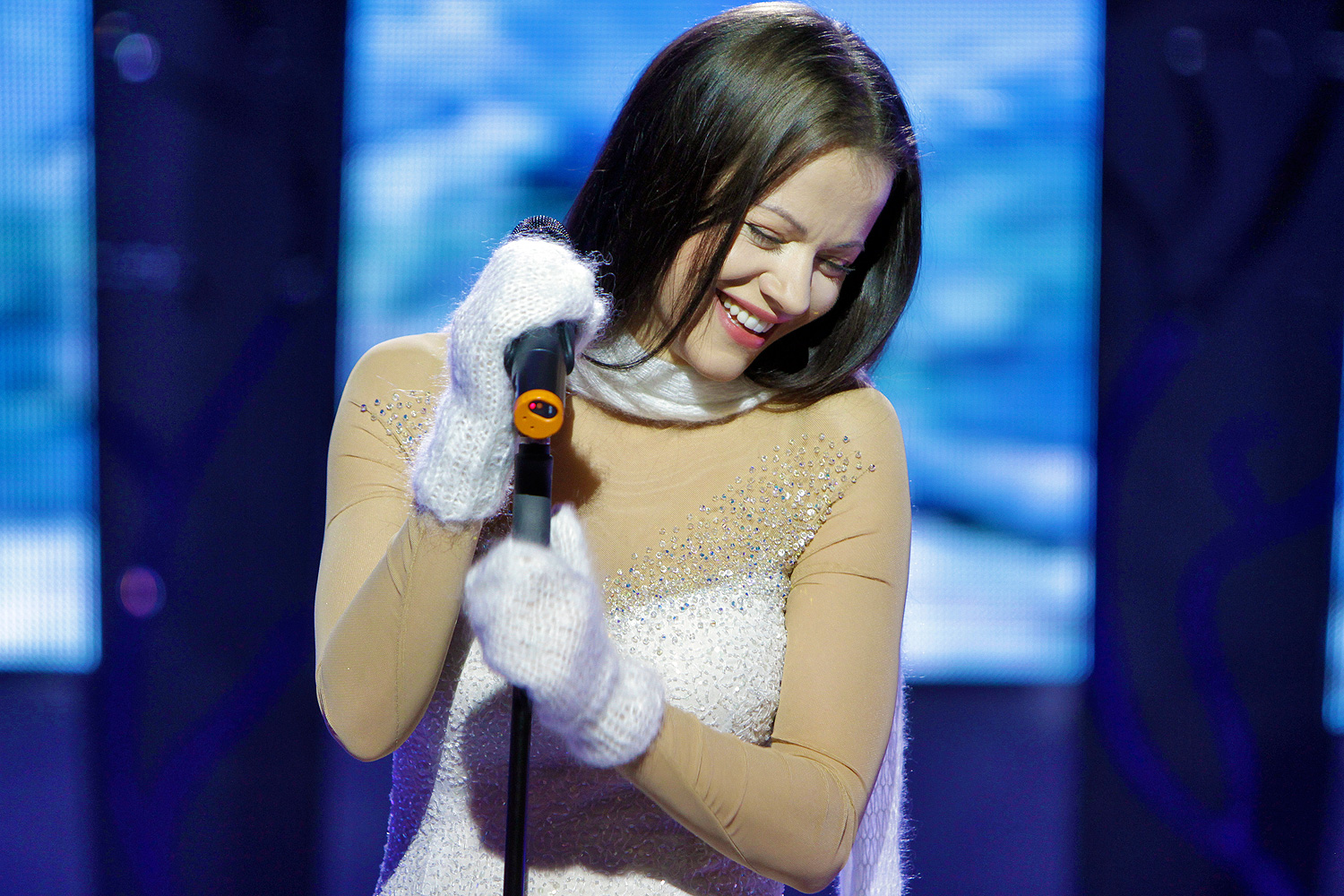
Aistė Pilvelytė

Aistė Pilvelytė (* 27. Juli 1979 in Kaunas) ist eine litauische Sängerin.

## Leben
Pilvelytė wurde als Kind von Stasė Pilvelienė und Algirdas Pilvelis geboren. Ab 1986 lernte sie Chorleitung und Popmusik an der Balys-Dvarionas-Musikschule in der litauischen Hauptstadt Vilnius. Ab 1990 trat sie in verschiedenen Gesangsshows für Kinder auf. Außerdem sang sie in den Gruppen Pagalvėlės und Exem. 1995 setzte sie ihren Gesangsunterricht bei Nijolė Maceikaitė fort. In den darauffolgenden Jahren nahm sie an verschiedenen Musikwettbewerben teil, u. a. in Irland, Malta, Kasachstan und der Türkei.
2006 gewann sie die Fernsehshow „Lietuvos dainų dešimtukas“. 2008 erreichte sie gemeinsam mit Romas Bubnelis den ersten Platz in der Show „Žvaigždžių duetai 2“. Die Sängerin nahm weiterhin in den Shows „Duo kartos“ und „Delfinai ir žvaigždės“ teil.
Sie war von 2005 bis 2012 mit Vladas Motieka verheiratet. Aus dieser Ehe hat sie ein Kind.
Ende Dezember 2014 gab das Bezirksgericht Klaipėda Pilvelytės Antrag auf Eröffnung eines Insolvenzverfahrens statt. Bereits Anfang desselben Jahres wurden mehrere ihrer Immobilien verkauft, um die Schuldenlast zu reduzieren, welche im Zuge der Weltfinanzkrise entstanden war. Im Juni 2019 gab das Kreisgericht Klaipėda den Abschluss des Verfahrens bekannt.

## Eurovision Song Contest
Pilvelytė nimmt seit 1999 regelmäßig an der litauischen Vorentscheidung zum Eurovision Song Contest teil, ohne diese je gewonnen zu haben.
| Jahr | Titel                 | Platzierung        |
| ---- | --------------------- | ------------------ |
| 1999 | Nubudusi širdis       | 5–12/12            |
| 1999 | Tylos verinys         | 5–12/12            |
| 2002 | Nicht qualifiziert    | Nicht qualifiziert |
| 2004 | Amor (te quiero aquí) | 11/13              |
| 2005 | I’ll Let You Fly      | 9/20               |
| 2006 | Just For Fun          | 6/16               |
| 2007 | Emotional Crisis      | 3/11               |
| 2008 | Troy On Fire          | 2/14               |
| 2010 | Melancolia            | 2/12               |
| 2014 | Nicht qualifiziert    | Nicht qualifiziert |
| 2016 | You Bet               | 4/6                |
| 2017 | I’m Like a Wolf       | 2/7                |
| 2020 | Unbreakable           | 4/8                |
| 2023 | We’re Not Running     | 12/15 (Halbfinale) |

## Diskografie
- Aistė (2000)
- Meilė Dar Gyva (2007)